# Sophie Kafuti
Sophie Kafuti est une dirigeante congolaise spécialisée dans les technologies de paiement numérique. Depuis octobre 2021, elle occupe le poste de directrice générale de Visa pour la république démocratique du Congo (RDC) au sein du cluster Afrique de l'Ouest et Centrale.

## Biographie
Kafuti est titulaire d'un diplôme en Économie et Finance de l'Université York à Toronto, ainsi que d'un Executive MBA de la Frankfurt School of Finance and Management (en). Elle a également suivi une formation en stratégie d'entreprise durable à la Harvard Business School,,.
Sa carrière débute au Canada, où elle travaille pendant plus de sept ans chez Citigroup, MasterCard et Moneris Solutions (en), une fintech spécialisée dans le traitement des paiements. En 2008, elle retourne en RDC pour rejoindre la Banque Congolaise en tant que directrice des opérations pendant quatre ans, avant de réintégrer Citi. Au cours de ses neuf années chez Citi, elle occupe divers postes clés, allant du développement commercial au poste de vice-présidente, directrice exécutive en charge des produits,.
Elle rejoint ensuite la fintech Flash en tant que directrice financière et/ou directrice générale par intérim, avant de prendre la tête de Visa en RDC. Sous sa direction, Visa renforce sa position de leader mondial des technologies de paiement numérique dans le pays,.

### Engagements et réalisations
Sophie Kafuti est une fervente promotrice de l'inclusion financière et de l'éducation pour tous, ainsi que de l'entrepreneuriat. Elle a été nommée parmi les 60 femmes africaines les plus influentes dans le domaine de la fintech par le magazine African Shapers et a été membre du jury pour le Prix Orange de l'Entrepreneuriat Social en Afrique et au Moyen-Orient (POESAM) en RDC pour l'édition 2023,.
Sous sa direction, Visa a lancé plusieurs initiatives en RDC, notamment le programme d'éducation financière et digitale en partenariat avec le Fonds pour l'Inclusion Financière en RDC (FPM), visant à équiper la population congolaise des connaissances nécessaires pour gérer efficacement leurs finances et adopter les méthodes de paiement numériques,,.
Elle a également supervisé des partenariats stratégiques avec des banques locales et des fintechs pour intégrer les services de Visa dans les plateformes de paiement mobile, facilitant ainsi l'accès aux services financiers pour des millions de Congolais,.

### Vie privée
En dehors de sa carrière professionnelle, Sophie Kafuti est mariée et mère de deux enfants. Elle se consacre à l'autonomisation des femmes et à des initiatives ayant un impact positif sur sa communauté.